# Річард говорить «Прощавай»
«Річард говорить „Прощавай“» (англ. The Professor) — американська трагікомедія 2018 року про професора коледжу Річарда, який після діагнозу рак переосмислює своє життя та починає жити на повну.

## У ролях
| Актор             | Роль     |
| ----------------- | -------- |
| Джонні Депп       | Річард   |
| Зої Дойч          | Клер     |
| Денні Г'юстон     | Пітер    |
| Розмарі ДеВітт    | Вероніка |
| Одесса Янг        | Олівія   |
| Рон Лівінгстон    | Гаррі    |
| Шиван Феллон      | Донна    |
| Фарра Авіва       | Лілі     |
| Матрея Скаррвінер | Роуз     |
| Лінда Емонд       | Барбара  |

## Сюжет
Річард Браун, професор англійської мови в коледжі Нової Англії , знаходиться в кабінеті свого лікаря, і йому кажуть, що у нього рак легенів на 4-й стадії, який поширився по всьому тілу і є невиліковним. Його очікувана тривалість життя лікар встановив як шість місяців без лікування, яка може бути продовжена до 12-18 місяців при лікуванні раку. Річард спустошений цією новиною, і повністю одягнений йде через місто до ставка.
Прийшовши додому на вечерю, Річард вирішує повідомити своїй дружині Вероніці та єдиній дитині Олівії погану новину, але його дочка оголошує, що вона лесбійка. Річард відчуває полегшення, оскільки він думав, що це щось погане, але Вероніка відкидає свою доньку як переживає фазу, яка змушує Олівію вириватися. Вероніка стикає Річарда з фактом, що вона має роман з Генрі Райтом, деканом коледжу, де працює Річард. Він звинувачує її у відсутності смаку. Річард не повідомляє новини; коли Вероніка запитує його, що він збирався сказати, він каже, що був стурбований тим, що пересмажив стейки.
Наступного дня Річард починає відсіювати студентів, які, на його думку, не дуже віддані англійській мові та читанню. Він ставить кожному три, якщо вони виходять з класу як нецікаві для них. Він пропонує кожному прочитати книгу, а потім провести урок про те, чому ця книга важлива. Будь-хто, хто не хоче цього робити, повинен піти - і вони все одно отримають C. Річард залишився з невеликою основною групою студентів. Він відкидає їх, кажучи, що йде на 72-годинну перевірку, і якщо хтось знає, де взяти марихуану, надішліть їх до його офісу.
Вдома Річард і його дружина погоджуються жити, як їм заманеться, але непомітно, щоб пощадити свою дочку. Вероніка просить спробувати його ліки, вважаючи, що це рекреаційні рецептурні ліки, а не ліки від раку. Олівія приходить зі своєю дівчиною і збентежена, побачивши обох батьків п’яними та під дією алкоголю.
Річард просить свого друга, Пітера Меттью, який є головою його відділу, організувати негайну відпустку . Пітер каже йому, що це неможливо в такий короткий термін, але Річард тисне на нього. Нарешті Річард каже йому, що помирає від раку. Пітер каже, що докладе всіх зусиль, щоб отримати відпустку.
Річард висловлює своє розчарування своїм учням і заохочує їх не потрапити в пастки, які він має. Студенти дуже чуйні, а один зі студентів, Денні, пізніше запропонував Річарду тістечка та сексуальну зустріч у Річардовому кабінеті.
Пітер переконує Річарда піти в терапевтичну групу для людей із невиліковною формою раку, але Річард виходить, називаючи це дурницею та бажаючи всім добра з неминучою смертю. Вони опиняються в барі, куди приходить Клер, одна з його учениць. Вона каже їм, що вона племінниця декана. Пітер повертається додому п’яний, але Річард залишається з Клер і каже їй, що у нього рак. Вона запрошує його повільно танцювати з нею.
Залежність Річарда від алкоголю та рекреаційних наркотиків стає все більшою. В одному випадку він втрачає свідомість і потребує госпіталізації через сильну інтоксикацію. Йому наказано піти в офіс Генрі, мабуть, для усного попередження про його поведінку в університетському містечку, але він переймається Генрі, сказавши, що знає про його роман і що він порушив правила факультету, давши Вероніці кошти коледжу на її скульптури. Незабаром після цього Річарду повідомляють, що він отримає відпустку.
На останньому семінарі Клер зазначає зі свого читання, що любов — це спосіб спробувати пізнати іншу людину. Річарду це подобається, і він дає останні слова (і оцінки) своїм учням, він наголошує на важливості захоплення власного існування, визнання того факту, що ми всі помремо, і цінування (мало) часу, який у нас залишився.
Під час вечері викладачів Річард сидить за столом у глибині кімнати окремо від своєї дружини. Річард красномовно дорікає декану, каже дружині, що він її любить, і оголошує всьому факультету та родині, що він помирає, що трохи дивує його дружину та інших гостей.
Додому Олівія приходить заплакана, оскільки її дівчина зрадила їй з хлопцем. Річард заспокоює її і каже, що пишається нею, а потім каже, що помирає. Він вирішує залишити свій дім і сім'ю заради творчої відпустки. У фінальній сцені Річард натрапляє на розвилку доріг, але вирішує не йти жодним і створює альтернативу, їдучи полем у ніч зі своїм собакою поруч.

## Створення фільму

### Виробництво
Основні зйомки фільму почались 25 липня 2017 в Ванкувері.

### Знімальна група
- Кінорежисер — Вейн Робертс
- Сценарист — Вейн Робертс
- Кінопродюсер — Грег Шапіро, Воррен Карр, Браян Кавано-Джонс
- Композитор — Аарон Десснер, Брайс Десснер
- Кінооператор — Тім Орр
- Кіномонтаж — Сабін Еміліані
- Художник-постановник — Енні Бошам
- Артдиректор — Кенделл Елліот
- Художник-декоратор — Шеннон Готтліб
- Художник-костюмер — Карла Гетленд
- Підбір акторів — Кейт Колдвелл, Мелісса Костенбауер[3]

## Сприйняття
Фільм отримав змішані відгуки. На сайті Rotten Tomatoes оцінка стрічки становить 6 % на основі 18 відгуків від критиків (середня оцінка 4,8/10) і 83 % від глядачів із середньою оцінкою 4,2/5 (174 голоси). Фільму зарахований «гнилий помідор» від кінокритиків та «попкорн» від глядачів, Internet Movie Database — 8,0/10 (447 голосів), Metacritic — 37/100 (12 відгуків критиків) і 7,8/10 (10 відгук від глядачів).